# APR-2
APR-2（ロシア語: АПР-2）はソ連で開発された短魚雷である。

## 概要
1960年代に実用化されたAPR-1に改良を施したのがAPR-2である。
推進機関としてロケットエンジンを備えており、航空機から投下後は制動傘を使用して減速着水する。水深20m前後で索敵を開始して捕捉次第、ロケットエンジンに点火して目標へと駛走する。
ソナーはアクティブ・パッシブ双方に対応しており、アクティブモードの際は最大1,500m離れた水中の目標を探知可能である。
発展型として、推進機関をウォータージェット推進に変更したAPR-3が存在する。

## 要目
- 全長：3.7m
- 重量：575kg
- 本体直径：350mm
- 最大速力：62kt
- 弾頭重量：100kg